# Ględy (gmina Małdyty)
Ględy (niem. Gallinden) – osada w Polsce, położona w województwie warmińsko-mazurskim, w powiecie ostródzkim, w gminie Małdyty nad jeziorem Kęckim.
W latach 1975–1998 miejscowość administracyjnie należała do województwa olsztyńskiego.
Wieś wzmiankowana w dokumentach z roku 1345, jako wieś pruska na 10 włókach. Pierwotna nazwa brzmiała Galiendie. W roku 1782 we wsi odnotowano dwa domy (dymy), natomiast w 1858 w czterech gospodarstwach domowych było 71 mieszkańców. W latach 1937–1939 było 75 mieszkańców. W roku 1973 jako osada Ględy należały do powiatu morąskiego, gmina Małdyty, poczta Dobrocin.
Inne miejscowości o nazwie Ględy: Ględy